# Vehmersalmi
Vehmersalmi var en kommun i landskapet Norra Savolax i Finland. Kommunen hade 2 066 invånare (2004), på en yta av 550,59 km².
Den 1 januari 2005 slogs Vehmersalmi samman med Kuopio stad.
Vehmersalmi var enspråkigt finskt.